# Viande de dinde

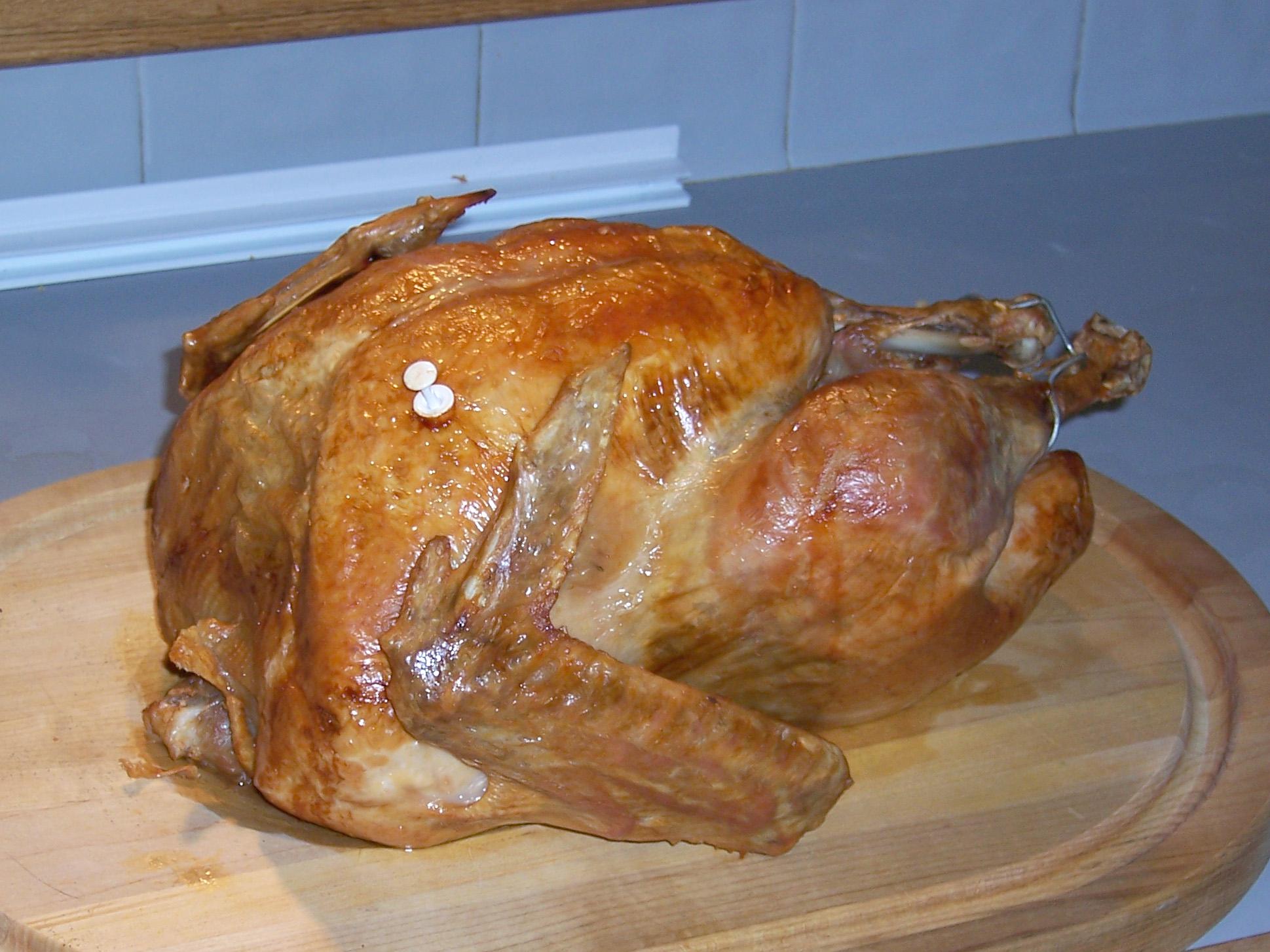
Une dinde rôtie préparée pour le traditionnel dîner de Thanksgiving. L'objet blanc planté dans la carcasse est un thermomètre de cuisson.

La viande de dinde, ou simplement la dinde, est une viande issue du dindon sauvage (Meleagris gallopavo), principalement de la dinde domestique (en). Volaille très populaire, elle est traditionnellement consommée en Amérique du Nord lors de Thanksgiving et de Noël,.